# Per Müllertz
Per Müllertz (født 11. oktober 1948), var en dansk professionel bokser i weltervægt og let-mellemvægt.
Som amatør boksede Per Müllertz for Lindholm BK i Nørresundby. Han vandt det jyske og det danske mesterskab i 1975 og blev professionel hos Mogens Palle året efter. 
Per Müllertz debuterede den 8. april 1976 mod den knap 40-årige tysker Alfred Fries, der med 5 sejre i 40 kampe ikke gav Müllertz væsentlige problemer. I sin tredje kamp mødte Müllertz tyskeren Peter Scheibner, der havde 8 sejre i 20 kampe, men dog var tidligere tysk mester i letmellemvægt. Müllertz blev stoppet i 2. omgang. Müllertz boksede som forkæmper ved de store stævner, hvor stjernerne i de år var Jørgen Hansen og Ayub Kalule, men Müllertz havde vanskeligt ved at tilkæmpe sig en position øverst på plakaten. 
Efter 7 sejre i ni kampe blev Müllertz matchet mod den stærke Joseph Nsubuga fra Uganda, der som amatør havde vundet VM-bronze i 1974, og i sin kun 2. kamp havde bokset lige op med englænderen Trevor Francis. Müllertz var klart overmatchet, og blev stoppet i 3. omgang. Hvor mange andre danske boksere ofte blev skånet for at møde farlige modstandere, blev Müllertz ikke tildelt de samme privilegier. Efter kampen mod Nsubuga blev Müllertz matchet mod forholdsvis stærke boksere, og Müllertz tabte langt de fleste af kampene. Efter det 5. nederlag i træk, det sidste til Joe Oke den 14. september 1978, opgav Müllertz karrieren. 
Per Müllertz fik 19 kampe, hvor af de 10 blev vundet (2 før tid) og 9 tabt (3 før tid).